# Bañado de las Nutrias
El Bañado de las Nutrias o del Campamento es un curso de agua uruguayo que atraviesa al departamento de Treinta y Tres, pertenece a la cuenca hidrográfica de la laguna Merín.
Nace en la cuchilla de Cerro Largo y desemboca en el río Tacuarí, cercano a la localidad de Plácido Rosas.